# Cyclyrius naguasa
Cyclyrius naguasa är en fjärilsart som beskrevs av Henry Trimen. Cyclyrius naguasa ingår i släktet Cyclyrius och familjen juvelvingar. Inga underarter finns listade i Catalogue of Life.